# تی‌جی‌ایکس
تی‌جی‌ایکس (به انگلیسی: TJX) شرکت خرده‌فروشی آمریکایی است، که ریشه‌های تأسیس آن به سال ۱۹۵۶ بازمی‌گردد، که اولین فروشگاه زایر فعالیت خود را آغاز نمود. این شرکت نخستین شعبه از فروشگاه‌های زنجیره‌ای تی‌جی‌مکس را در ۱۹۷۶ تأسیس نمود.
شرکت تی‌جی‌ایکس هم‌اکنون مالک برندها و شرکت‌های تی‌جی‌مکس، تی‌کی‌مکس، مارشالز، راس استورز، دی مکس، هوم‌سنس، هوم‌گودز، وینرز و سییرا است و دارای عملیات در کشورهای ایالات متحده آمریکا، کانادا، بریتانیا، ایرلند، آلمان و لهستان می‌باشد.
دفتر مرکزی این شرکت در شهر فرامینگهام، ماساچوست، ایالات متحده آمریکا قرار دارد و سهام آن در بازار بورس نیویورک معامله می‌شود.